# Station Argentan
Station Argentan is een spoorwegstation gelegen op het grondgebied van de gemeente Argentan, in het departement Orne, in de regio Normandië . Het station ligt aan de spoorlijnen van Le Mans naar Mézidon en van Argentan naar Granville.
Het is station wordt geexploiteerd door de SNCF en wordt bediend door treinen van Nomad Train.

## Ligging
Het station bevindt zich op kilometerpunt (PK) 99,031 van de lijn van Le Mans naar Mézidon, tussen de open stations Surdon (tussen deze stations bevindt zich het uit gebruik genomen station Almenêches) en Saint-Pierre-sur-Dives (met daartussen de buiten gebruik zijnde stations van Coulibœuf, Montabard, Vignats en Fresné-la-Mère.
Argentan is een vorkstation en als zodanig het beginpunt (PK 0,000) van de lijn van Argentan naar Granville . Het eerste station na Argentan is het station Écouché .

### Bediening
Het station wordt aangedaan door regionale treinen van Nomad Train die een verbinding onderhouden tussen Parijs-Montparnasse-Vaugirard en Granville enerzijds en tussen Caen en Tours anderzijds 

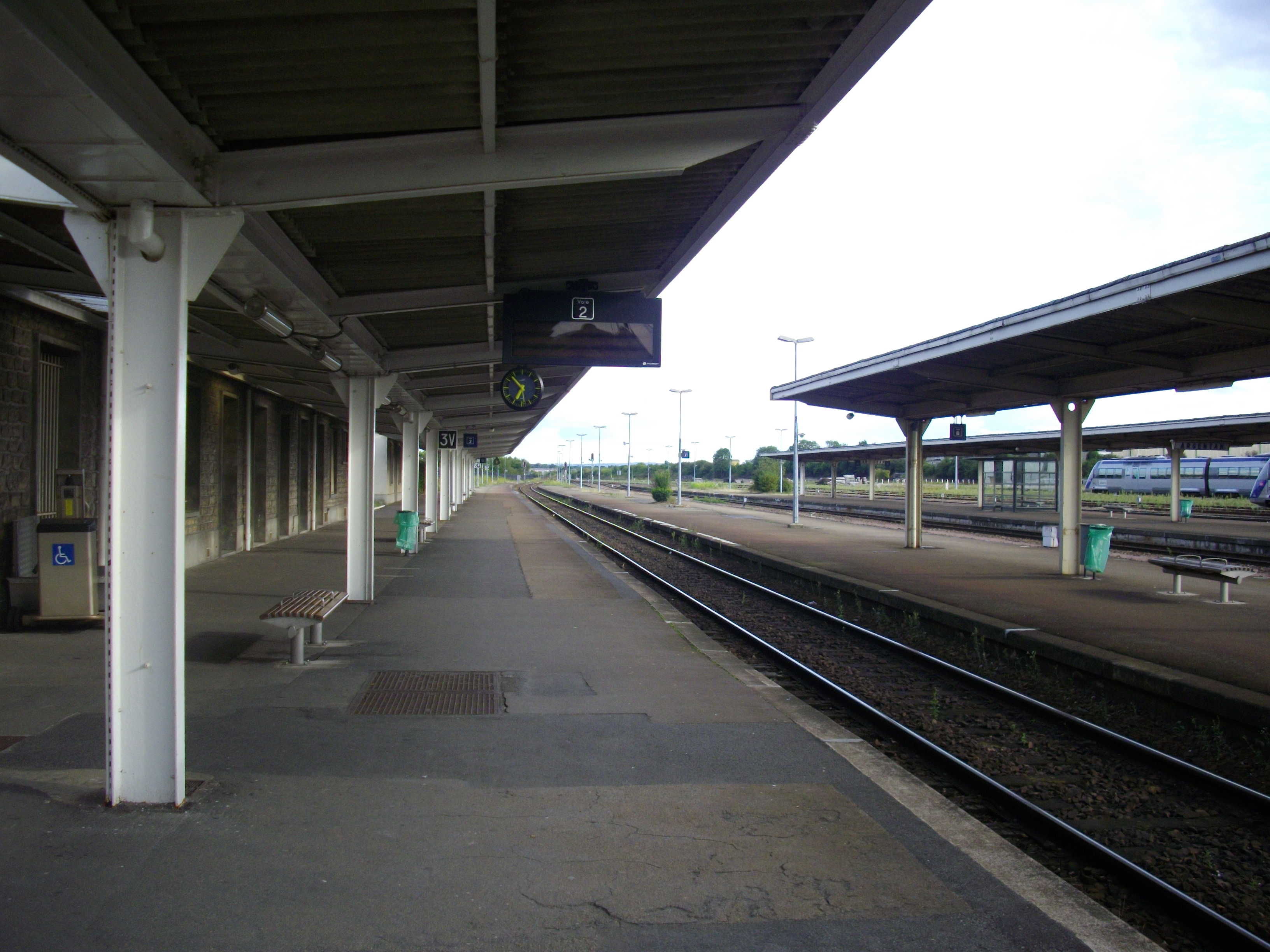
Perrons en sporen.
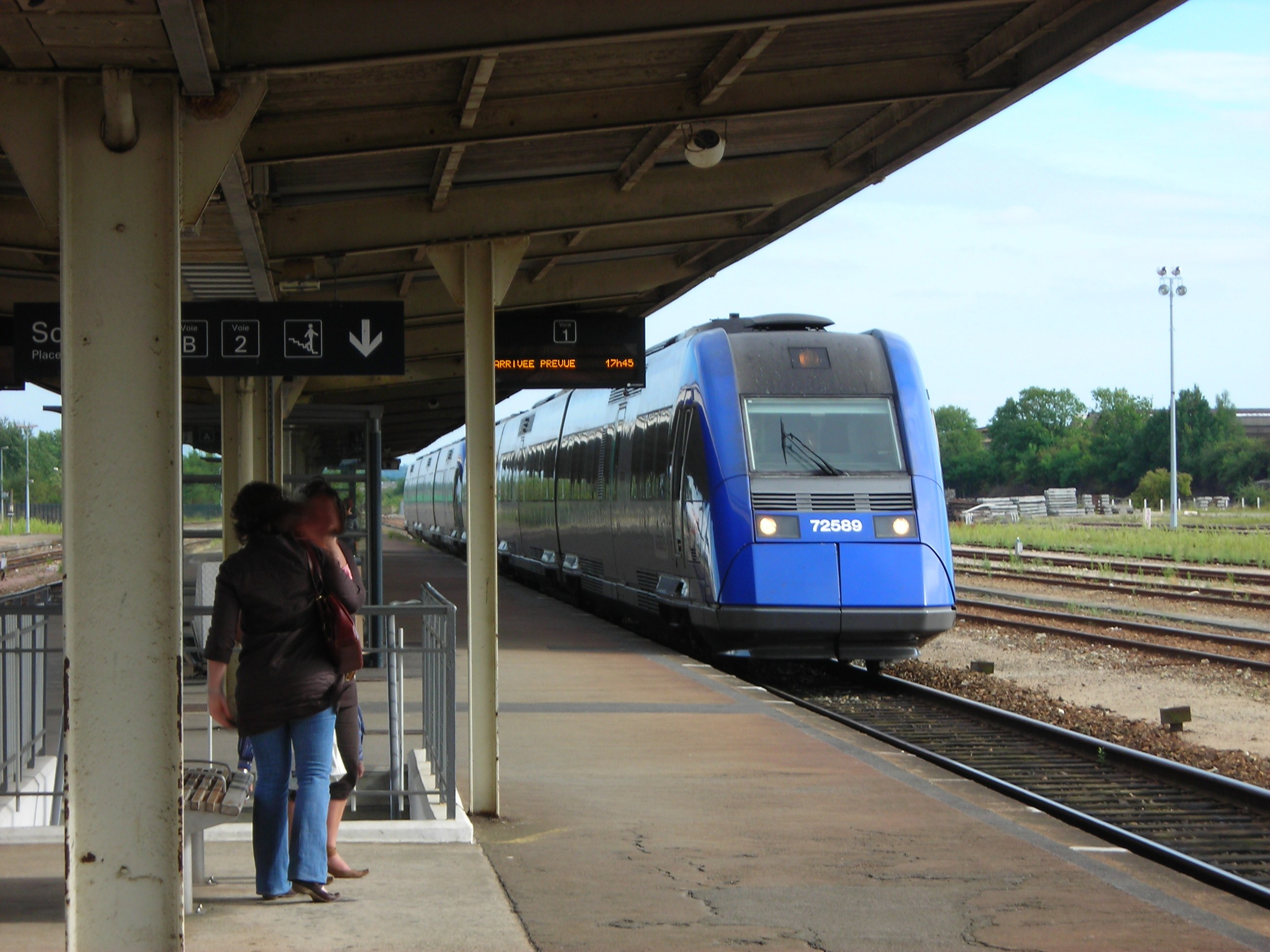
Het middenperron.
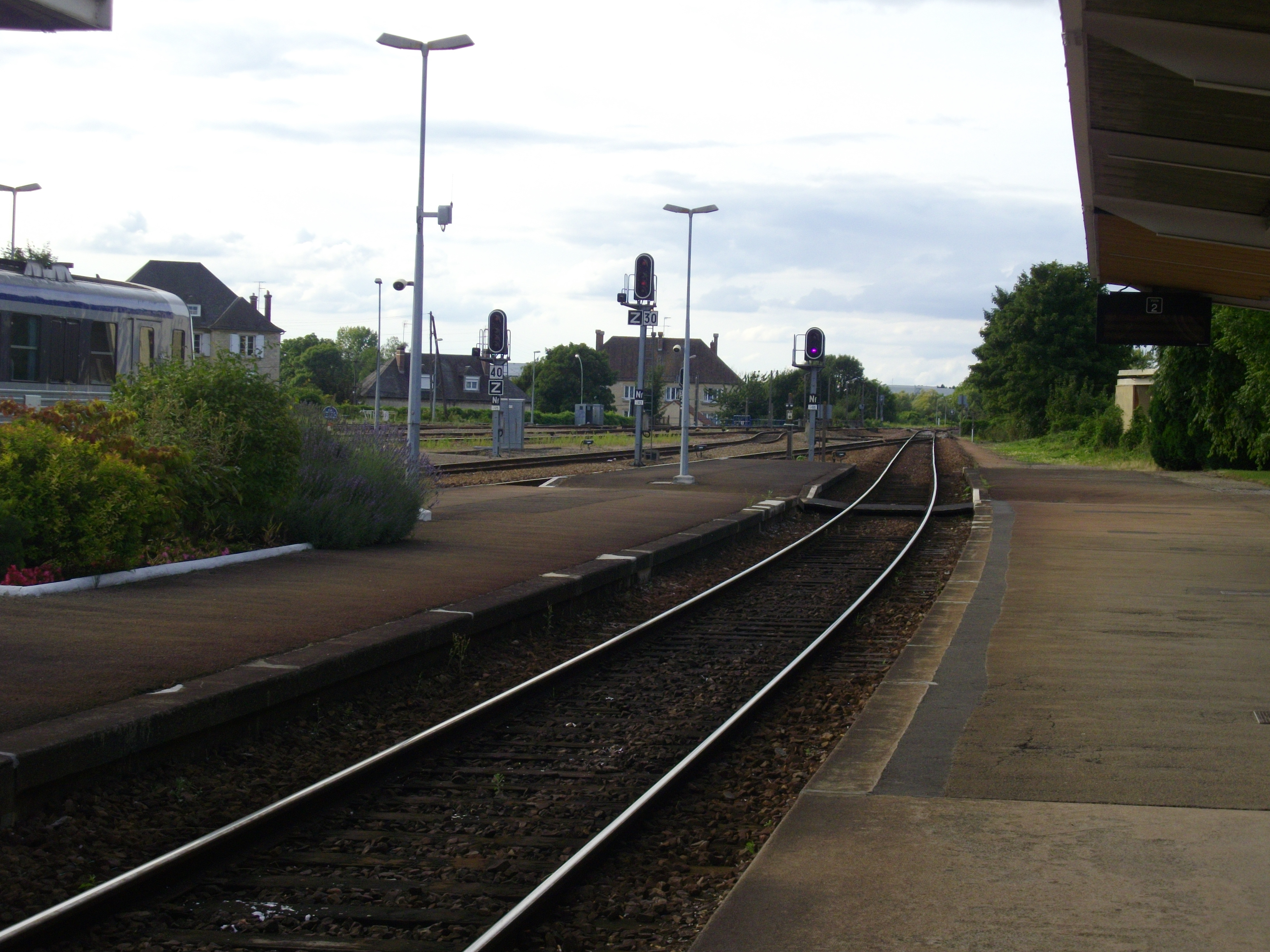
Perrons
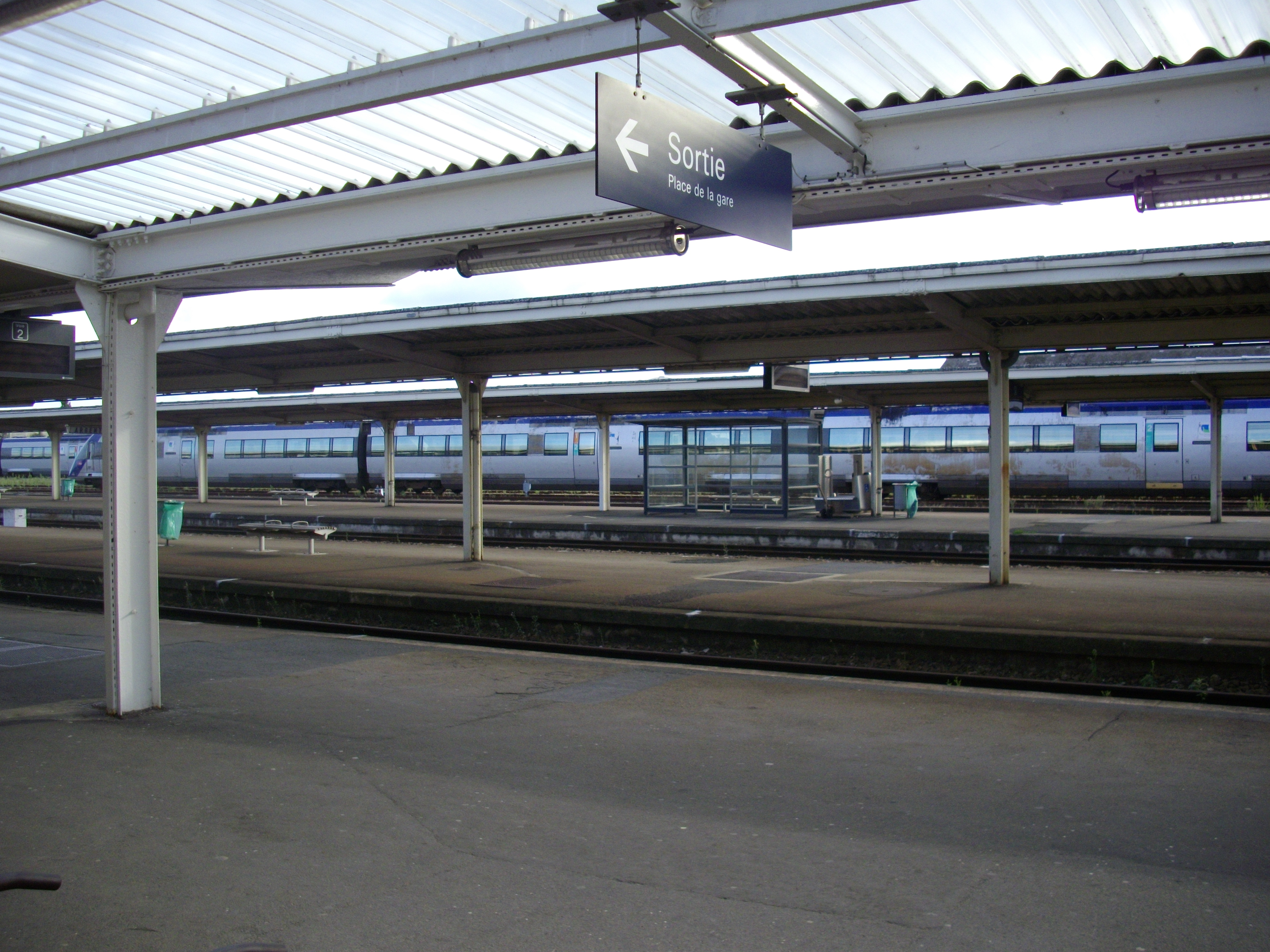
De perronoverkappingen
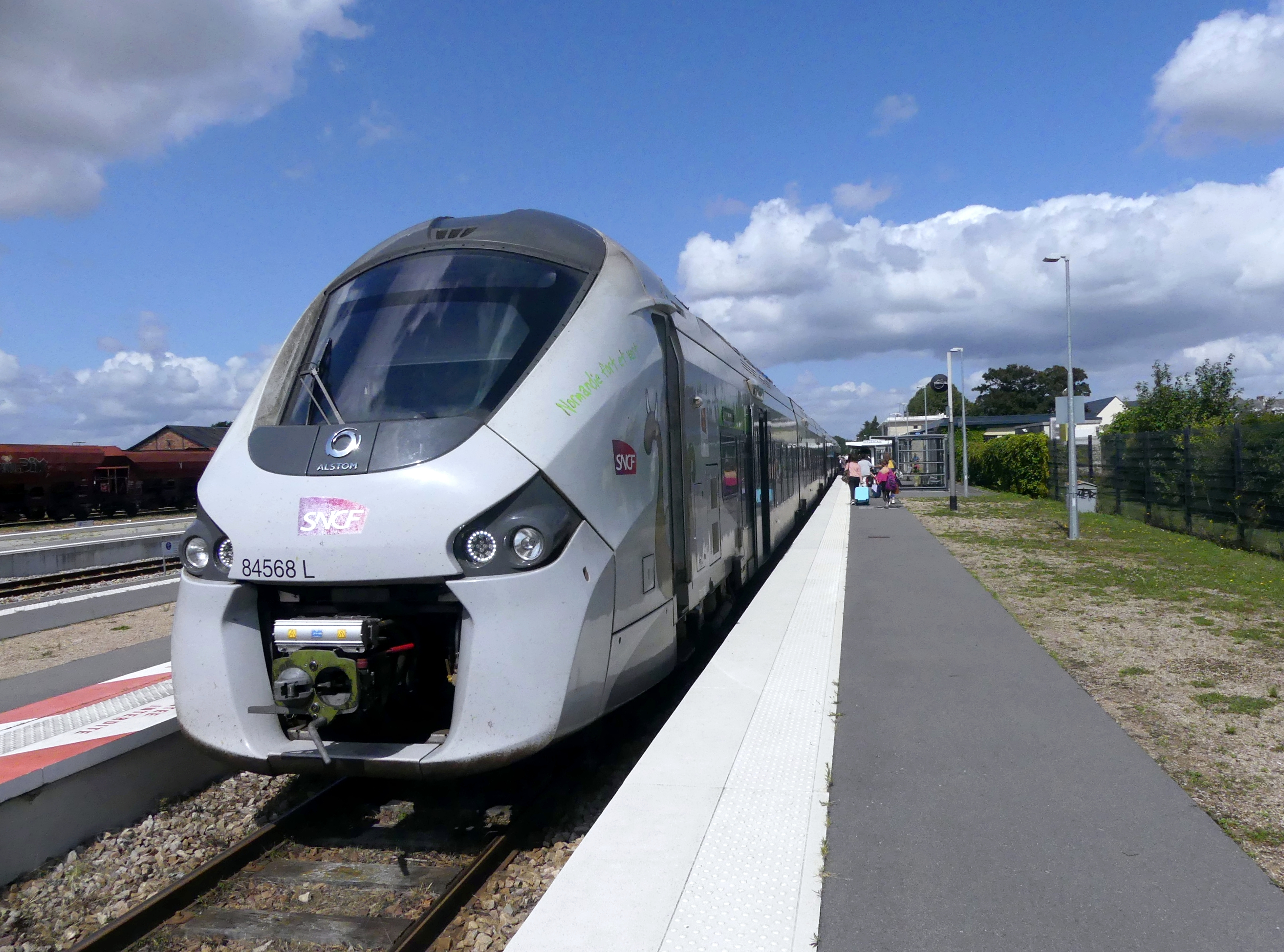
Een trein Granville – Parijs op het station.

## Geschiedenis

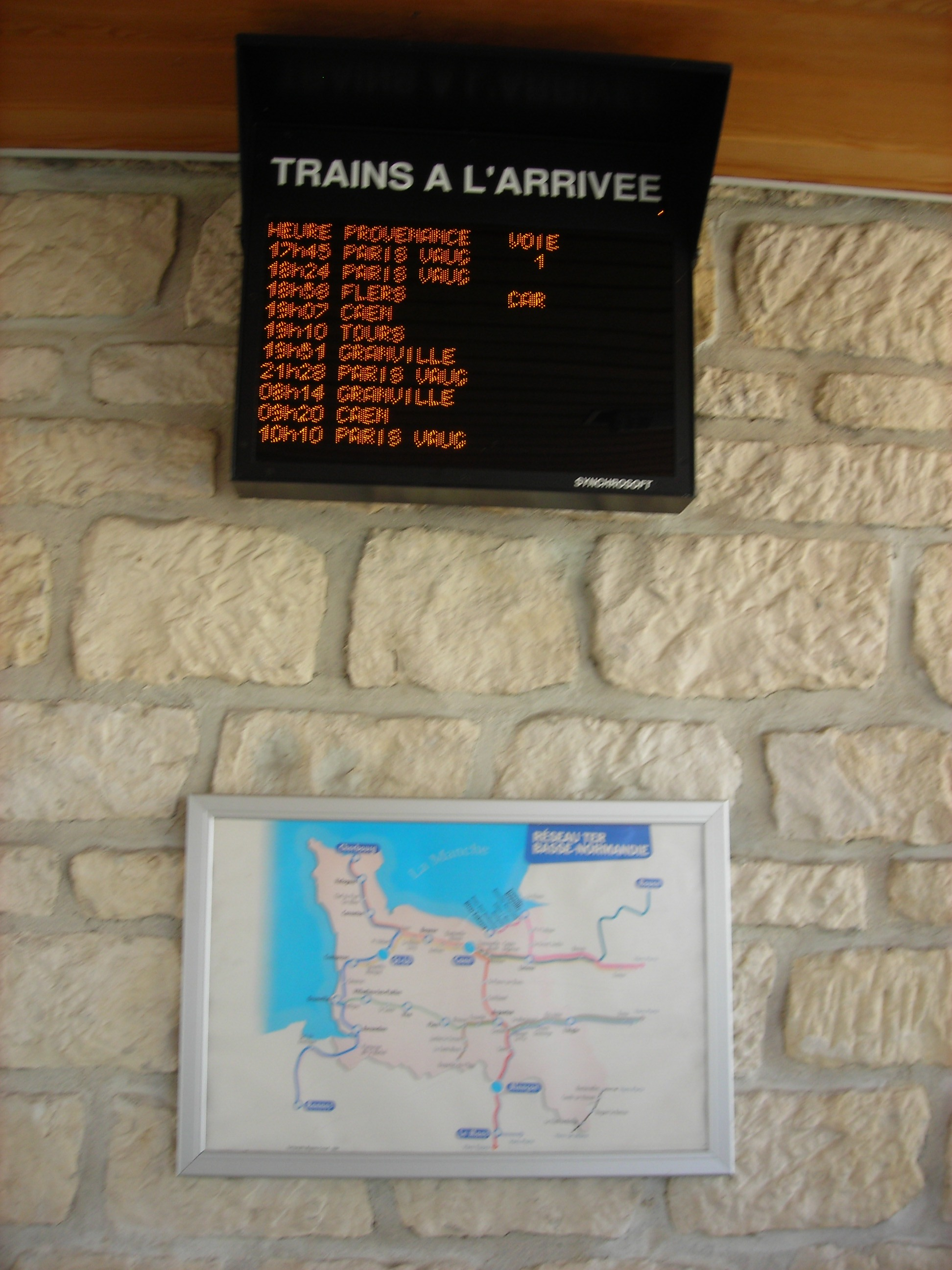
Informatiepaneel.

Het station van Argentan zag de eerste trein bij de opening van het traject Le Mans - Alençon, op 15 maart 1856.
Op 1 februari 1858 werd het traject Alençon - Argentan van de lijn Le Mans naar Mézidon geopend.
De opening van het trajectdeel Argentan - Mézidon vond op de dag af een jaar later plaats, op1 februari 1859 . Met de voltooiing van de lijn van Le Mans naar Mézidon, en de aansluiting van deze lijn op de lijn van Mantes-la-Jolie naar Cherbourg was de verbinding Caen – Argentan – Alençon – Le Mans voltooid.
De directe verbinding met Parijs kwam in zicht op 2 juli 1866 met de openstelling van het traject Argentan- Flers van de lijn Parijs-Granville. Deze verbinding kwam uiteindelijk op 5 augustus 1867 tot stand toen het trajectdeel Parijs - Argentan in gebruik kwam. In de 21ste eeuw is deze verbinding nog steeds in gebuik; de treinen vertrekken vaak uit het deel van Montparnasse dat bekend staat als station Vaugirard

Het station is bij de geallieerde bombardementen van juni 1944 verwoest. Na de bevrijding is een nieuw reizigersgebouw neergezet; dit is in 2008 grondig opgeknapt.

Passagiersgebouw na renovatie
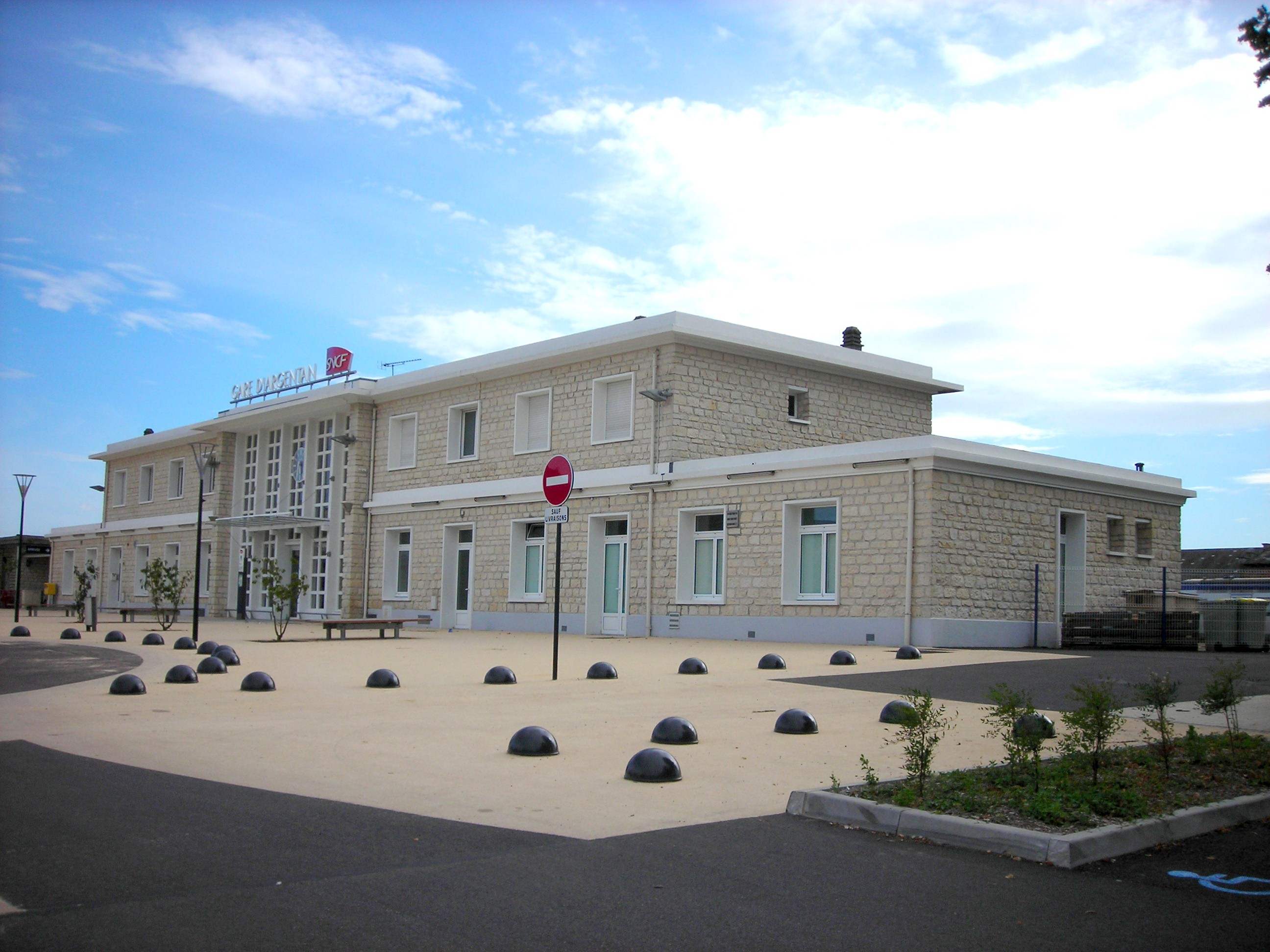
Reizigersgebouw.
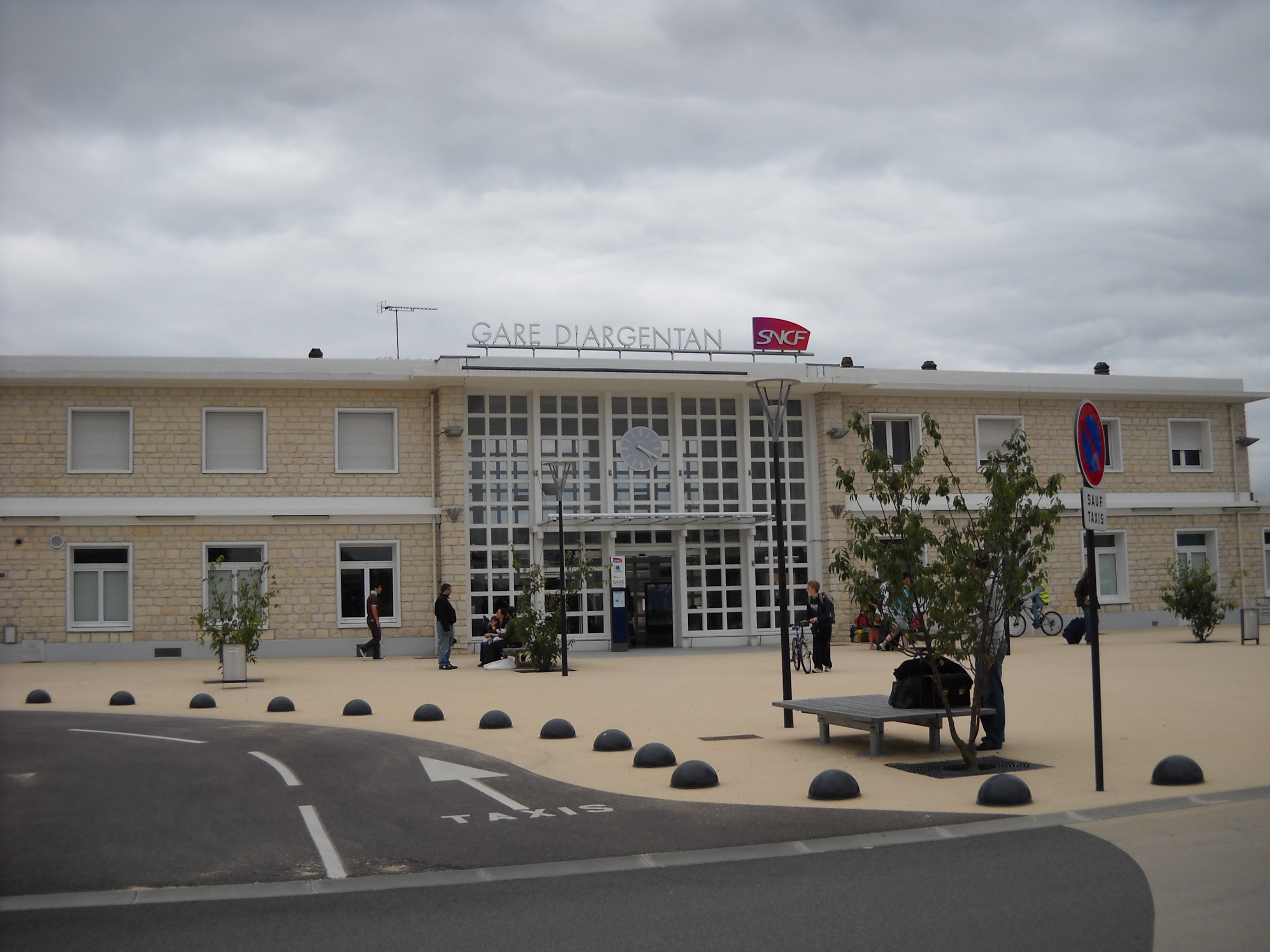
Voorplein
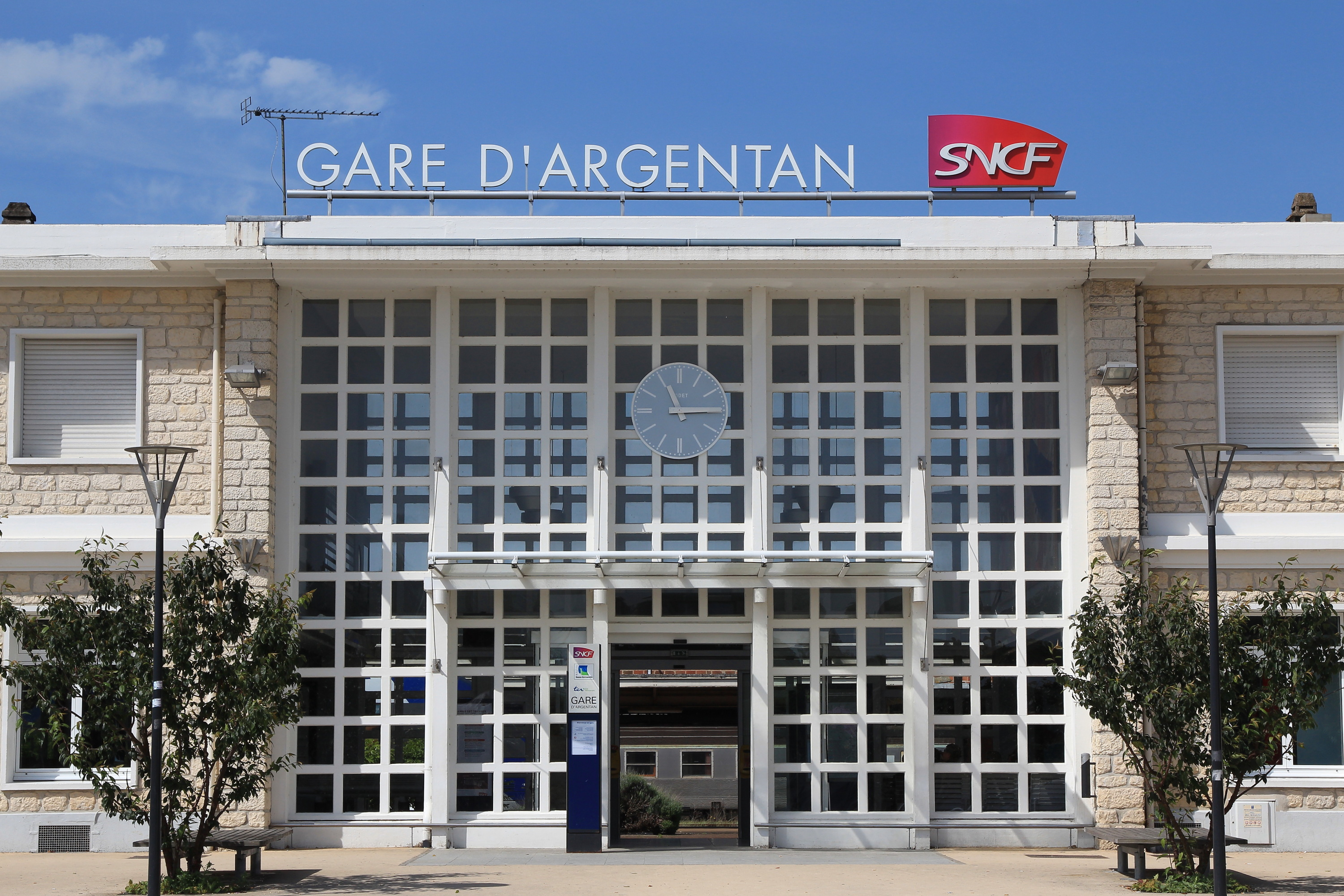
Ingang